# Roum
Roum er en landsby 22 kilometer nord for Viborg. Byen har i 2019 ifølge Viborg Kommune et indbyggertal på 87. Byen er afgrænset af Roum Bæk mod syd og Skravad Bæk mod nordvest.
I landsbyen findes Roum Kirke.
Etymologisk kommer landsbyens navn fra byg og hjem (i ældre betydning: ejendom, bebyggelse). I 1465 er navnet set som "Byggum".